# Kiyoo Kanda
Kiyoo Kanda (神田 清雄 Kanda Kiyoo?, 22 de julio de 1900 en el Imperio del Japón - 9 de mayo de 1970 en Osaka, Japón) fue un futbolista japonés que se desempeñaba como centrocampista.
Kanda fue elegido para integrar la selección nacional de Japón para los Juegos del Lejano Oriente de 1923 y 1925, donde jugó 4 partidos.

## Trayectoria

### Clubes
| Club     | País  | Año  |
| -------- | ----- | ---- |
| Osaka SC | Japón | ???? |

### Selección nacional
| Selección | País  | Año         |
| --------- | ----- | ----------- |
| Absoluta  | Japón | 1923 - 1925 |

## Estadística de equipo nacional
| Selección de Japón | Selección de Japón | Selección de Japón |
| Año                | Part.              | Goles              |
| ------------------ | ------------------ | ------------------ |
| 1923               | 2                  | 0                  |
| 1924               | 0                  | 0                  |
| 1925               | 2                  | 0                  |
| Total              | 4                  | 0                  |